# كيكي سالاس
كيكي سالاس (مواليد 23 أبريل 2002) هو لاعب كرة قدم إسباني يلعب في مركز المدافع في نادي إشبيلية.

## روابط خارجية
- كيكي سالاس على موقع الاتحاد الأوربي (الإنجليزية)
- كيكي سالاس على موقع قاعدة بيانات كرة القدم.إي يو (الإنجليزية)
- كيكي سالاس على موقع ليكيب (الفرنسية)
- كيكي سالاس على موقع Soccerbase.com (لاعب) (الإنجليزية)
- كيكي سالاس على موقع Soccerway.com (الإنجليزية)
- كيكي سالاس على موقع عالم كرة القدم.نت (الإنجليزية)